# NGC 3171
NGC 3171 is een elliptisch sterrenstelsel in het sterrenbeeld Waterslang. Het hemelobject werd in 1886 ontdekt door de Amerikaanse astronoom Ormond Stone.

## Synoniemen
- ESO 567-31
- MCG -3-26-32
- NPM1G -20.0289
- PGC 29950